# Кошбук
Кошбук (рум. Coșbuc) — комуна у повіті Бистриця-Несеуд в Румунії. До складу комуни входить єдине село Кошбук.
Комуна розташована на відстані 351 км на північ від Бухареста, 27 км на північ від Бистриці, 88 км на північний схід від Клуж-Напоки.

## Населення
За даними перепису населення 2002 року у комуні проживали 3006 осіб.
Національний склад населення комуни:
| Національність | Кількість осіб | Відсоток |
| -------------- | -------------- | -------- |
| румуни         | 3005           | > 99,9%  |
| цигани         | 1              | < 0,1%   |

Рідною мовою назвали:
| Мова      | Кількість осіб | Відсоток |
| --------- | -------------- | -------- |
| румунська | 3005           | > 99,9%  |
| циганська | 1              | < 0,1%   |

Склад населення комуни за віросповіданням:
| Релігія                                       | Кількість осіб | Відсоток |
| --------------------------------------------- | -------------- | -------- |
| православні                                   | 2788           | 92,7%    |
| п'ятдесятники                                 | 182            | 6,1%     |
| греко-католики                                | 14             | 0,5%     |
| не релігійні                                  | 4              | 0,1%     |
| баптисти                                      | 2              | 0,1%     |
| лютерани (Синодально-пресвітеріанська церква) | 1              | < 0,1%   |

## Зовнішні посилання
- Дані про комуну Кошбук на сайті Ghidul Primăriilor [Архівовано 22 липня 2006 у Wayback Machine.]